# Oswald Boelcke
Oswald Boelcke, nemški vojaški pilot, taktik in letalski as * 19. maj 1891, Giebichenstein † 28. oktober 1916, Bapaume, Francija.
Oswald Boelcke spada med pionirje na področju taktike letalskih spopadov (na britanski strani je bil to Edward C. "Mick" Mannock), zato ga imenujejo tudi - »Oče bojev v zraku«. Bil je eden prvih letalskih asov sploh ter ustanovitelj in prvi poveljnik prve nemške elitne lovske eskadrilje - Jasta 2. Poleg tega pa je bil še odkritelj, učitelj in vzornik največjega med asi prve svetovne vojne, Manfreda von Richthofna. V zračnih spopadih dosegel 40 zmag, umrl je v trčenju v zraku z nemškim letalom (pilotiral ga je nadporočnik Erwin Bōhme), 28. oktobra 1916.